# Třída Florida
Třída Florida byla třída dreadnoughtů US Navy. Skládala se z jednotek USS Florida a USS Utah. Obě lodi byly nasazeny v první světové válce a v meziválečné době modernizovány. Florida byla sešrotována v roce 1931 a Utah, sloužící jako cvičná cílová loď, byl potopen japonským útokem na Pearl Harbor.

## Stavba

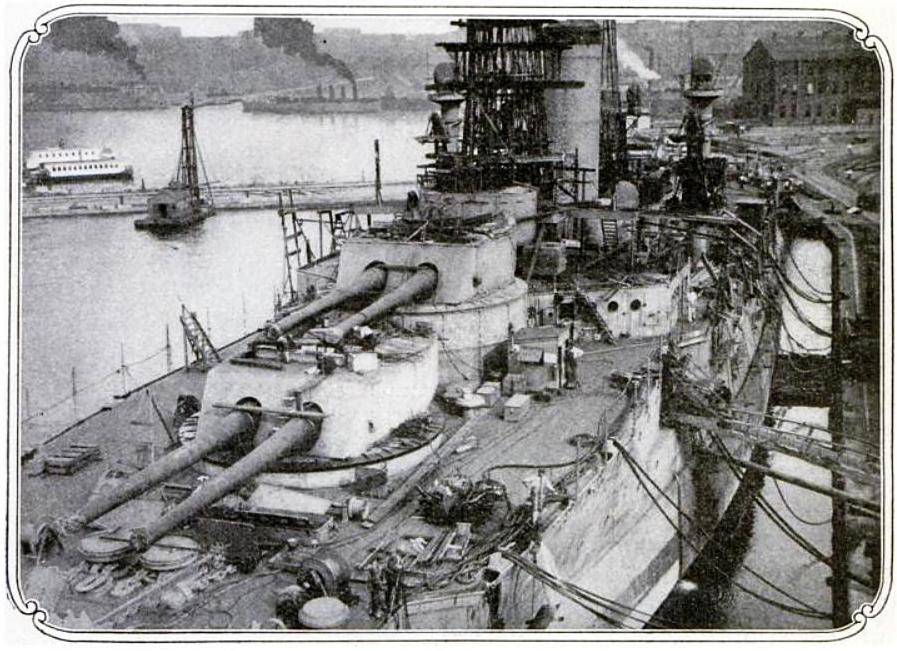
USS Florida při stavbě, 1911

Florida byla postavena v loděnicích New York Navy Yard v Brooklynu v New Yorku. Kýl lodi byl položen v březnu 1909, trup byl spuštěn na vodu v květnu 1910 a loď vstoupila do služby v září 1911.
Utah postavila loděnice New York Ship Building Company v Camdenu ve státě New Jersey. Kýl lodi byl položen v březnu 1909, trup byl spuštěn na vodu v prosinci 1909 a loď vstoupila do služby v srpnu 1911.

## Konstrukce
Lodě konstrukčně úzce navazovaly na předcházející třídu Delaware, byly však mírně větší. Hlavní výzbroj tvořilo 10 kusů 305mm kanónů o délce hlavně 45 ráží, umístěných v pěti dělových věžích (dvě na přídi a tři na zádi). Sekundární výzbroj tvořilo 16 kusů 127mm kanónů o délce hlavně 51 ráží, umístěných po jednom v kasematech. Lodě dále nesly několik lehčích kanónů a dva torpédomety. Lodě poháněly parní turbíny Parsons a měly čtyři lodní šrouby. Mohly dosáhnout rychlosti až 22,1 uzlu.

## Operační služba

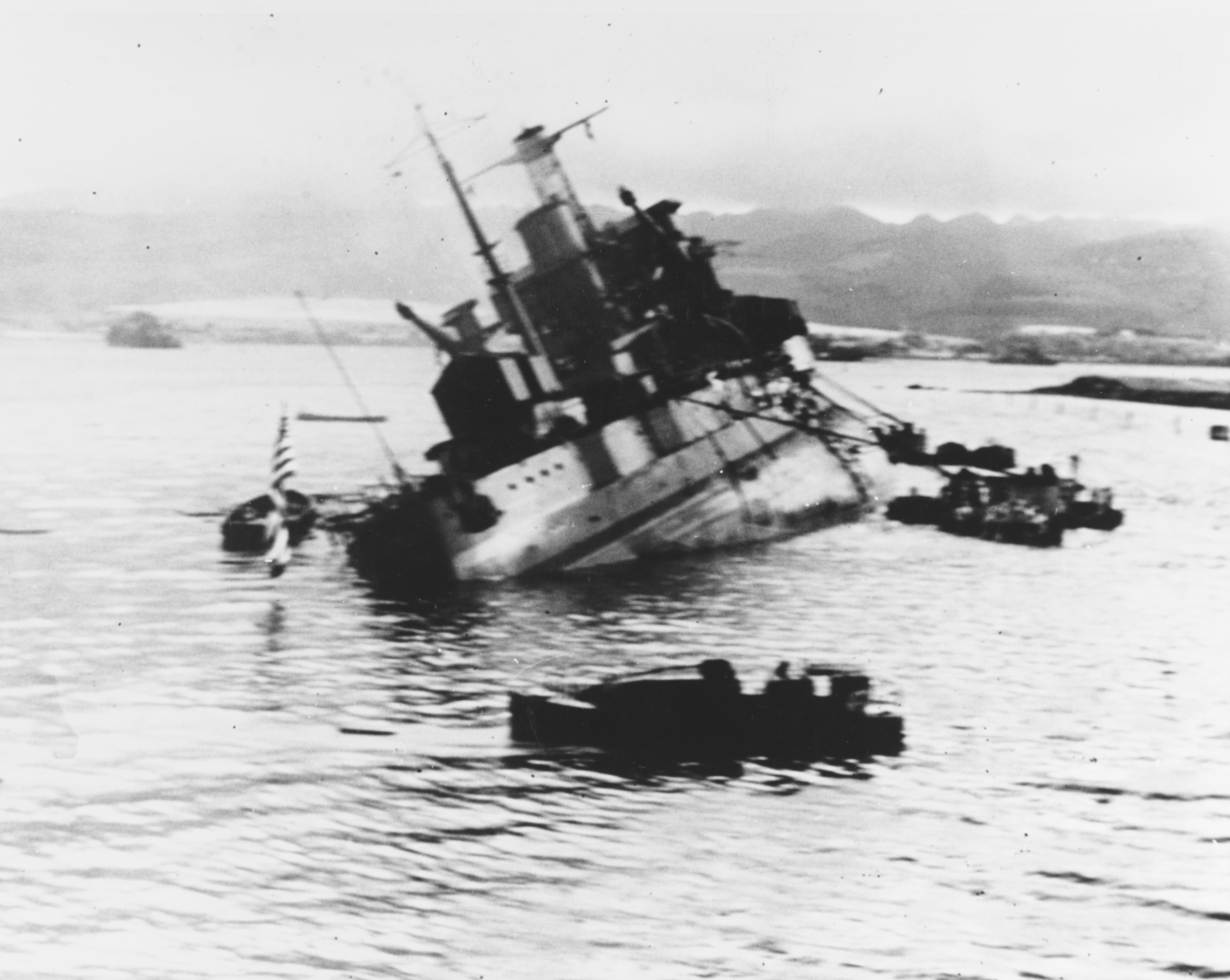
Potápějící se USS Utah

Lodě operovaly v první světové válce v Severním moři. Po válce byly sice již zastaralé, ale ještě přečkaly Washingtonskou konferenci, která znamenala pro řadu starších a rozestavěných bitevních lodí cestu do hutí a v letech 1925-27 byly modernizovány. Dostaly nové kotle, protitorpédovou obšívku a zesílené pancéřování palub. Odstraněny byly torpédomety, nově mohly lodě nést dva hydroplány. Při modernizaci byl odstraněn jeden z komínů a zůstal také jen jeden z mřížových stěžňů, což změnilo siluetu lodí.
Londýnská konference přinesla další omezení počtu bitevních lodí a proto byla Florida v únoru 1931 vyřazena a následně sešrotována, zatímco Utah byl demilitarizován a používán jako rádiem řízená cílová loď s trupovým číslem AG-16. Jen později dostala několik protiletadlových děl ke střeleckému výcviku. Konec lodi znamenal japonský útok na Pearl Harbor dne 7. prosince 1941. Utah zasáhlo japonské letecké torpédo a loď se převrátila a potopila se ztrátou 64 členů posádky. Vrak lodi nebylo možné vyzvednout a dodnes spočívá na dně poblíž Fordova ostrova.